# Nogaro Bilbao
CH Nogaro Bilbao byl hokejový klub v Bilbau ve Španělsku, který hrával Španělskou hokejovou ligu. Klub byl založen roku 1974. Zanikl roku 1975. Klub se v roce 1975 sloučil s nově existujícím klubem Casco Viejo Bilbao.

## Historie
|           | PÚ | Místo    | Z  | V | R | P  | VG | OG  | B |
| --------- | -- | -------- | -- | - | - | -- | -- | --- | - |
| 1974/1975 | 8  | 10.      | 10 | 0 | 1 | 9  | 17 | 105 | 1 |
| 1975/1976 | 11 | 10.      | 20 | 3 | 0 | 7  | 26 | 305 | 6 |
| Celkem    |    | 10., 10. | 30 | 3 | 1 | 16 | 43 | 410 | 7 |